# M-anizidin
|  |  |

|  |  |

A m-anizidin szerves vegyület, az anizidin három izomerjének egyike. Rendkívül erős vérméreg, mérgezése a bőr rózsaszínes elszíneződését és belső fulladást okoz. Gőzei ingerlik a szemet, a nyálkahártyát, a légzőrendszert és a bőrt.

## Fordítás
Ez a szócikk részben vagy egészben  a   M-Anisidine című angol Wikipédia-szócikk ezen változatának fordításán alapul.  Az eredeti cikk szerkesztőit annak laptörténete sorolja fel. Ez a jelzés csupán a megfogalmazás eredetét és a szerzői jogokat jelzi, nem szolgál a cikkben szereplő információk forrásmegjelöléseként.